# هانگو، آئوموری
هانگو، آئوموری (به لاتین: Nangō) یک منطقهٔ مسکونی در ژاپن است که در ناحیه توهوکو واقع شده‌است. هانگو ۶٬۴۴۰ نفر جمعیت دارد.